# Pietro Acciarito
Pietro Umberto Acciarito (Artena, 27 giugno 1871 – Montelupo Fiorentino, 4 dicembre 1943) è stato un anarchico italiano noto per il suo tentativo di accoltellare il re Umberto I d'Italia, nel 1897. Arrestato e processato, fu condannato all'ergastolo.

## Biografia

### Infanzia e formazione
Pietro Acciarito nacque in una famiglia di umili condizioni. Il padre, Camillo, lavorava come portiere e andava orgoglioso di condividere con Umberto I la data di nascita e di aver conferito al proprio figlio, quale secondo nome, quello del sovrano. Il giovane Pietro non ebbe l'opportunità di proseguire gli studi; divenuto fabbro, arrivò a condurre una propria piccola officina.
Sebbene non fosse iscritto a nessun gruppo politico, Acciarito iniziò a divenire noto per le sue idee radicali, derivanti da un manifesto sentimento ostile sviluppato nei confronti delle classi dominanti, idee delle quali non faceva mistero e che anzi proclamava volentieri e a gran voce.

### L'attentato

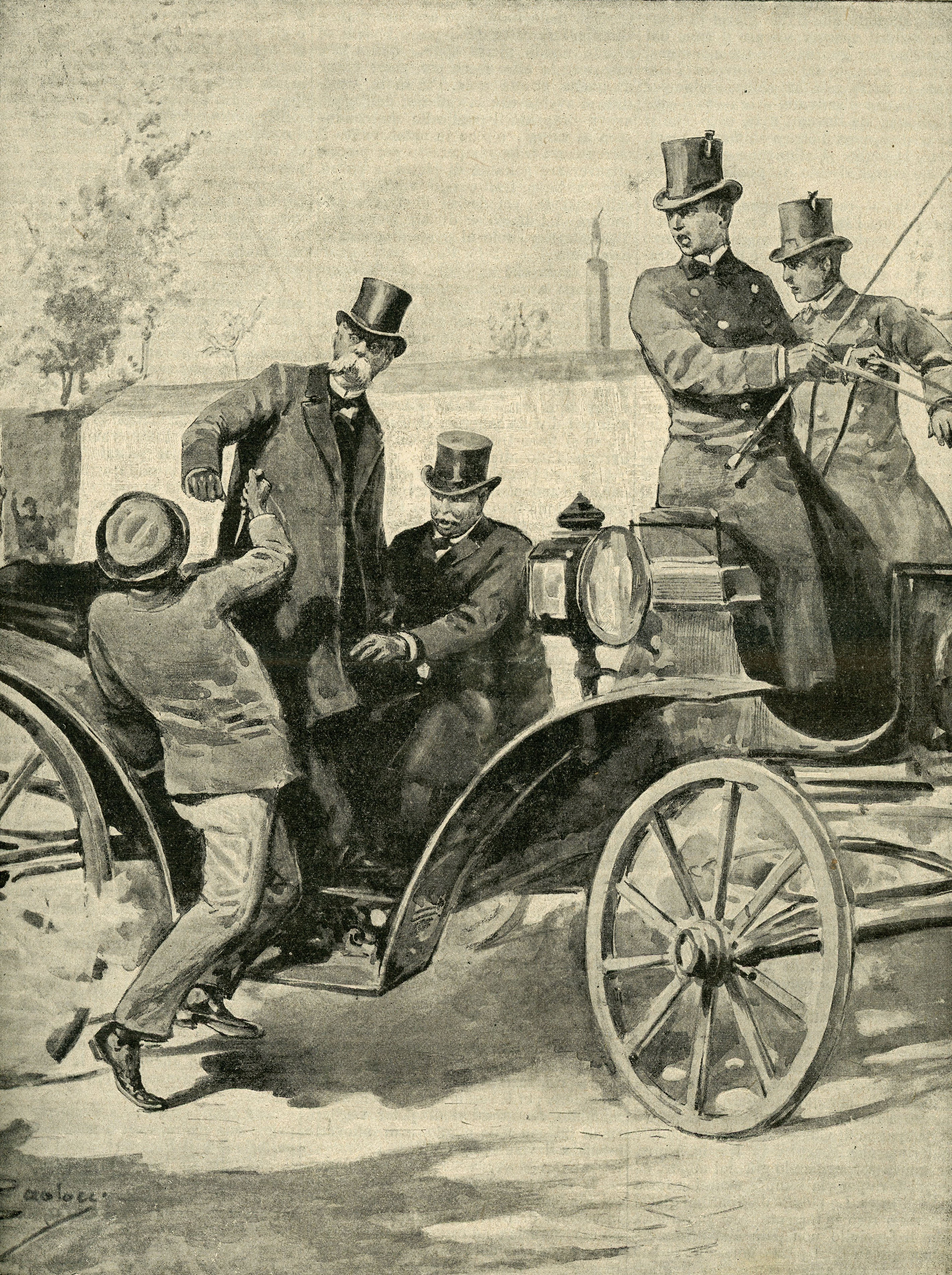
Illustrazione dell'attentato di Acciarito

Il 20 aprile 1897 Acciarito chiuse la propria officina di fabbro e si recò dal padre, salutandolo ed informandolo che sarebbe stata l'ultima volta che si sarebbero visti. Il padre gli chiese allora se fosse sul punto di emigrare o di suicidarsi. Il figlio rispose che lo avrebbe scoperto presto e che si sarebbe recato all'ippodromo delle Capannelle a Roma.
Consapevole delle idee del figlio e del fatto che il 22 aprile il re avrebbe presenziato alle corse ippiche organizzate in occasione del 29º anniversario del suo matrimonio con la regina Margherita, il padre si recò presso la Polizia e avvisò di stare pronti a fronteggiare un attentato al re in quella occasione.
Ciò nonostante, Pietro Acciarito, mescolatosi il 22 tra la folla che salutava l'arrivo del sovrano presso l'ippodromo, riuscì ad avvicinarsi armato di coltello alla vettura reale. Re Umberto, notata tempestivamente l'arma impugnata, fu in grado di schivare con facilità il tentativo dell'anarchico di sferrargli un colpo e rimase illeso.
Essendo appena riuscito a graffiare la carrozza che recava il sovrano, Acciarito si allontanò con calma e, nella confusione seguita al suo gesto, fu fermato solo dopo aver percorso circa 50 metri.
Il re, non volendo apparire scosso dall'evento, assistette alle corse come da programma.

### Processo e condanna
Nell'immediatezza dell'arresto fu chiesta ad Acciarito la ragione del suo gesto. Il fabbro rispose polemicamente che fu mosso dalla miseria in cui versava il popolo, mentre di contro venivano usati milioni per sostenere politiche coloniali in Africa.
Più tardi Acciarito fu sottoposto dalla Polizia a duri interrogatori e a torture nella convinzione di poter così costringerlo a svelare un supposto complotto e i nomi delle altre persone in esso coinvolte. L'attentato fallito fu inoltre impiegato come pretesto per arresti arbitrari di esponenti socialisti, anarchici e repubblicani.

Parallelamente furono condotte indagini tra i conoscenti del fabbro di Artena e fu arrestato un suo amico, Romeo Frezzi, semplicemente perché nella sua casa fu trovata una fotografia di Acciarito. Anche Frezzi fu torturato e morì al terzo giorno d'interrogatorio. La prima versione della sua morte volle che Frezzi si fosse suicidato battendo ripetutamente il capo contro il muro della propria cella. Tale versione fu tuttavia rapidamente sottoposta a verifica e risultò poco credibile. Venne pertanto condotta una nuova indagine, che si concluse individuando la causa della morte in un ictus. Anche questa versione dei fatti, però, fu oggetto di dispute e le autorità furono costrette ad intraprendere una terza indagine, la quale concluse che Frezzi si era suicidato lanciandosi da un'altezza di sei metri. Le vicende legate alla morte di Frezzi suscitarono clamorose proteste popolari di massa contro la brutalità poliziesca. Per conseguenza, i funzionari responsabili della custodia in carcere e degli interrogatori della vittima furono presto trasferiti ad altro incarico.

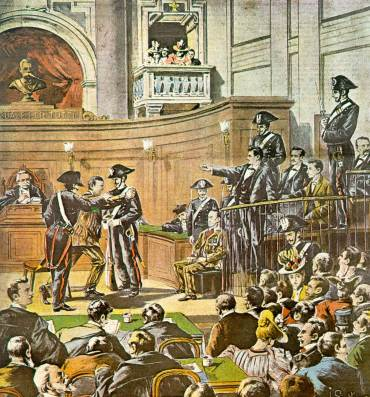
Il processo ad Acciarito

Più tardi emerse anche che la Polizia aveva creato una falsa lettera, suppostamente scritta dalla fidanzata di Acciarito, nella quale la ragazza lo informava di essere incinta. Sulla base di questa falsa suggestione, la Polizia tentò di strappare al mancato attentatore i nomi dei suoi supposti complici, promettendogli, in cambio, di liberarlo presto e consentirgli di potersi ricongiungere alla donna. Soggiacendo a tale falsa lusinga, Acciarito fece i nomi di cinque persone che furono immediatamente tratte in arresto.

Durante lo svolgimento del processo, tuttavia, i cinque supposti cospiratori furono riconosciuti innocenti, mentre emerse che il loro arresto era dovuto solo ad una confessione estorta con inganno e violenza. Acciarito fu riconosciuto colpevole di tentato regicidio e condannato all'ergastolo. Ascoltata la sentenza, egli gridò: 
Tenuto in rigoroso isolamento, come già accaduto nel caso del precedente autore di un fallito attentato a re Umberto, Giovanni Passannante, Acciarito scivolò nella follia. Riconosciuto malato di mente, fu trasferito presso la Villa medicea dell'Ambrogiana a Montelupo Fiorentino, sede dello stesso manicomio criminale ove aveva finito i suoi giorni il suo precursore.
Alla sua morte Acciarito fu sottoposto ad autopsia da parte degli stessi eugenetisti della scuola lombrosiana che avevano esaminato il corpo di Passannante, i quali conclusero che la forma del cranio dell'ex fabbro rivelava la sua "predisposizione all'assassinio".

## Spettacoli teatrali
"Colpo di grazia", di Antonio Mocciola, con Giuseppe Brandi nel ruolo di Pietro Acciarito.